# Ahmad Hassan Moussa
Ahmad Hassan Moussa (né le 17 juin 1981) est un athlète qatarien, spécialiste des épreuves combinées.

## Biographie
Il remporte la médaille d'or du décathlon lors des championnats d'Asie 2002 et 2007. Il détient le record du Qatar du décathlon avec 7 730 pts, établi le 27 juin 2004 à Ratingen.

### Palmarès
| Date | Compétition              | Lieu      | Résultat | Épreuve   | Points    |
| ---- | ------------------------ | --------- | -------- | --------- | --------- |
| 2002 | Championnats d'Asie      | Colombo   | 1er      | Décathlon | 7 670 pts |
| 2002 | Jeux asiatiques          | Busan     | 3e       | Décathlon | 7 683 pts |
| 2007 | Championnats d'Asie      | Amman     | 1er      | Décathlon | 7 678 pts |
| 2007 | Jeux panarabes           | Le Caire  | 1er      | Décathlon | 7 383 pts |
| 2007 | Championnats panarabes   | Amman     | 3e       | Décathlon | 7 078 pts |
| 2007 | Jeux mondiaux militaires | Hyderabad | 3e       | Décathlon | 7 173 pts |

### Records
| Épreuve   | Performance | Lieu     | Date         |
| --------- | ----------- | -------- | ------------ |
| Décathlon | 7 730 pts   | Ratingen | 27 juin 2004 |